# André Vacherot
André Pierre Aurèle Vacherot (Neuilly-sur-Seine, 5 giugno 1877 – Rouen, 22 febbraio 1924) è stato un tennista francese.
Fu il fratello di Marcel Vacherot, nel 1902 vincitore degli Internazionali di Francia.

## Palmarès
- Vincitore del campionato Roland-Garros della Francia nel 1894, 1895, 1896 e 1901.